# Sony Ericsson Z600
Sony Ericsson Z600 är en hopfällbar mobiltelefon med VGA-kamera på 0,3 Megapixel, Bluetooth och utbytbara skal. Modellen lanserades 2003.